# Rima Jansen
Rima Jansen és una estructura geològica del tipus rima a la superfície de la Lluna, situada amb el sistema de coordenades planetocèntriques a 14.81 ° de latitud N i 29.85 ° de longitud E. Fa un diàmetre de 45.12 km. El nom va ser fet oficial per la UAI l'any 1964 i fa referència al proper cràter Jansen.